# Diplectrum radiale
Diplectrum radiale är en fiskart som först beskrevs av Jean René Constant Quoy och Joseph Paul Gaimard 1824.  Diplectrum radiale ingår i släktet Diplectrum och familjen havsabborrfiskar. Inga underarter finns listade i Catalogue of Life.